# Kőszegszerdahely
Kőszegszerdahely is een plaats (község) en gemeente in het Hongaarse comitaat Vas. Kőszegszerdahely telt 490 inwoners (2001).